# Llanidloes
Llanidloes est une communauté du pays de Galles située dans le comté du Powys. C'est dans le territoire de Llanidloes qu'est située la source et le premier pont qui enjambe la Severn.

## Cadre
La ville est close par le réservoir et le barrage de Llyn Clywedog.

## Histoire
La ville a été fondée en 1289 mais selon certains historiens, elle aurait été fondée en fait 400 ans plus tôt.
Au cours de la révolution industrielle du XIXe siècle, la ville acquiert sa notoriété grâce aux mines de plomb et d'argent et à l'industrie florissante de flanelle.
La ville se développe davantage grâce à la construction d'une gare en 1864 (fermée en 1962) reliant les Galles centrales aux Cambrian Mountains.
On note aussi la présence au centre de la ville d'une ancienne Halles, seul vestige médiéval de la ville et le seul de ce genre au Pays de Galles. Elle a été construite vers 1600 et pouvait aussi servir de tribunal.

## Sport
On trouve à Llanidloes une équipe de football (Llanidloes Town F.C.) et une équipe de rugby à XV (Llanidloes RFC).

## Éducation
On note la présence d'une école et d'un collège, tous deux bilingues anglais/gallois.

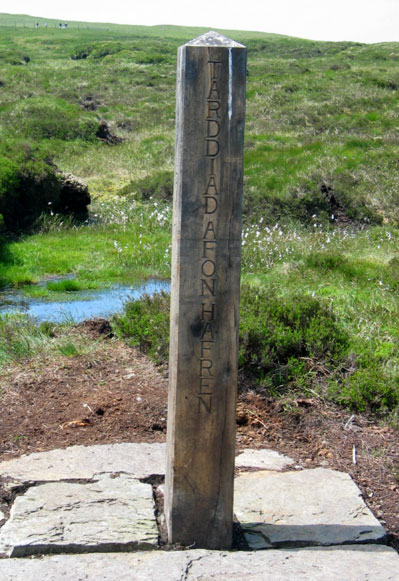
La source de la Severn près de Llanidloes